# Parti ouvrier du Québec
 (septembre 2021).
Si vous disposez d'ouvrages ou d'articles de référence ou si vous connaissez des sites web de qualité traitant du thème abordé ici, merci de compléter l'article en donnant les références utiles à sa vérifiabilité et en les liant à la section « Notes et références ».
Le Parti ouvrier du Québec était un parti politique travailliste du Québec actif de 1899 à 1960, ils ont été représentés à l'Assemblée nationale durant la 17e législature du Québec (1927-1931).

## Positionnement politique
Si le parti est inscrit dans le mouvement ouvrier, il s'affirme comme allié des conservateurs. Ainsi, William Tremblay votera régulièrement en coordination avec les conservateurs, pour finir par se présenter et être élu sous cet étiquette après son premier mandat.